# گاه‌شماری آتیکی
گاه‌شماری آتیکی نوعی گاه‌شماری است که در آتیک باستان به کار می‌رفت. این مقاله بر قرون پنجم و چهارم پیش از میلاد متمرکز است؛ یعنی سال‌هایی که برخی از مهم‌ترین آثار ادبی یونان باستان خلق شد. به دلیل تعدد مدارک و شواهدی که از آتن بر جای مانده‌است، گاه‌شماری آتیکی نسبت به سایر گاه‌شماری‌های هلنی شناخته‌شده‌تر است. گاه‌شماری آتیکی نسبت به گاه‌شماری‌های نوینی چون گاه‌شماری گریگوری، خصایص عجیب و غریبی دارد.
علی‌رغم وفور منابع و مدارک موجود، شناخت ما از گاه‌شماری آتیکی جامع و کامل نیست و در پاره‌ای از موارد مبهم است. از آنجا که این گاه‌شماری برای اهالی آتن باستان کاملاً شناخته‌شده و معلوم بوده‌است، هیچ یک از منابع باستان سعی نکرده‌اند تا شرح مبسوطی پیرامون آن ارائه دهند. افزون بر این در دورهٔ یادشده (قرون پنجم و چهارم پیش از میلاد) گاه‌شماری آتیکی متحمل تغییراتی شد که کاملاً برای ما معلوم و مفهوم نیستند. لذا هیچ‌یک از توصیف‌ها و توصیحاتی که بر گاه‌شماری آتیکی نوشته می‌شوند، قطعی و بلاشک نیستند.

## محلی بودن
گاه‌شماری آتیکی منحصراً در آتیک کاربرد داشت و تنها برای نظم بخشیدن به امور داخلی اهالی آتن استعمال می‌شد و ارتباط اندکی با جهان خارج داشت. مثلاً در بئوسی در همسایگی آتن، نه تنها ماه‌ها به نام‌هایی متفاوت خوانده می‌شدند بلکه آغاز سال نو با انقلاب زمستانی منطبق بود. حال آنکه در آتن سال نو شش ماه بعد و با وقوع انقلاب تابستانی آغاز می‌شد. ماه‌های یونانی با استهلال ماه نو آغاز می‌شدند اما رؤیت ماه نو به صورت محلی انجام می‌گرفت و با تغییرپذیری همراه بود. ماه‌ها در بسیاری از سال‌ها در جوامع گوناگون کمابیش مطابقت داشتند اما هیچ مدرکی دال بر اینکه آن‌ها عامدانه برای همگام‌سازی ماه‌ها تلاش می‌کرده‌اند موجود نیست.
وجود تفاوت بین گاه‌شماری‌های جوامع همسایه مبین خصومت سنتی مابین آن‌هاست. اگر بئوسیایی‌ها به یکی از لهجه‌های ایونی—نظیر آنچه در آتن تکلم می‌شد—صحبت می‌کردند، احتمالاً اشتراکاتی میان نام ماه‌ها وجود می‌داشت. مثالی از این دست، جزیرهٔ ایونی دلوس است که در گاه‌شماری آنجا از دوازده ماه سال، اسامی چهار تای آن‌ها با اسامی مورد استفاده در آتن یکسان بودند اما نه به همان ترتیب زمانی. علی‌رغم آنکه جزیرهٔ دلوس بین سال‌های ۴۷۹ تا ۳۱۴ پیش از میلاد تحت سیطرهٔ آتنی‌ها قرار داشت، آغاز سال نو در آن سامان همچون گاه‌شماری بئوسیایی‌ها با انقلاب زمستانی منطبق بود.

## بیش از یک گاه‌شماری
در واقع آتنی‌ها برای تعیین تاریخ از چندین گاه‌شماری به‌طور هم‌زمان استفاده می‌کردند. اینکه هر یک از این گاه‌شماری‌ها به چه میزان به کار یک فرد می‌آمده، به نحوهٔ زندگی او بستگی داشته‌است. آن گاه‌شماری‌های گوناگون از قرار زیرند:
- گاه‌شماری جشنواره‌ای متشکل از ۱۲ ماه بر مبنای گردش ماه
- گاه‌شماری دولتی متشکل از ۱۰ ماه دلبخواهی
- گاه‌شماری زراعی متشکل از فصول مختلف بر مبنای طلوع و غروب ستارگان

## گاه‌شماری جشنواره‌ای

### فهرست ماه‌ها
فهرست جامعی از تمامی دوازده ماه سال که به ترتیب زمانی چیده شده باشند به دست امروزیان نرسیده‌است اما اطلاعات موجود در جدول زیر که از روی شواهد و قرائن بازسازی شده‌اند مسلم و موثق به نظر می‌رسند. با این همه باید بدین نکته توجه داشت که ارتباط بین ماه‌های آتنی با ماه‌های میلادی چندان سفت و محکم نیست و در برخی سال‌ها ممکن است جابجا شوند.
| تابستان (Θέρος)    | تابستان (Θέρος)            | تابستان (Θέρος) |
| ------------------ | -------------------------- | --------------- |
| ۱                  | هکاتومبایون (Ἑκατομϐαιών)  | ژوئیه/اوت       |
| ۲                  | متاگیتنیون (Μεταγειτνιών)  | اوت/سپتامبر     |
| ۳                  | بویدرومیون (Βοηδρομιών)    | سپتامبر/اکتبر   |
| پاییز (Φθινόπωρον) |                            |                 |
| ۴                  | پوانپسیون (Πυανεψιών)      | اکتبر/نوامبر    |
| ۵                  | مایماکتِریون (Μαιμακτηριών) | نوامبر/دسامبر   |
| ۶                  | پوسیدِئون (Ποσειδεών)       | دسامبر/ژانویه   |
| زمستان (Χεῖμα)     |                            |                 |
| ۷                  | گامِلیون (Γαμηλιών)         | ژانویه/فوریه    |
| ۸                  | آنتِستریون (Ἀνθεστηριών)    | فوریه/مارس      |
| ۹                  | الافِبولیون (Ἑλαφηϐολιών)   | مارس/آوریل      |
| بهار (Ἔαρ)         |                            |                 |
| ۱۰                 | مونیخیون (Μουνιχιών)       | آوریل/مه        |
| ۱۱                 | تارگِلیون (Θαργηλιών)       | مه/ژوئن         |
| ۱۲                 | سکیروفوریون (Σκιροφοριών)  | ژوئن/ژوئیه      |

### تحلیل
سال نو در گاه‌شماری آتیکی با نخستین رؤیت ماه نو پس از وقوع انقلاب تابستانی آغاز می‌شد. انقلاب تابستانی موقعی رخ می‌دهد که مکان طلوع و غروب خورشید در افق، که در نیمهٔ سال گذشته آرام آرام به سمت شمال حرکت کرده بودند، برای چندین روز متوالی ثابت و بدون تغییر به نظر برسند و پس از آن دوباره به تدریج به سمت جنوب باز گردند. در حالت آرمانی انقلاب تابستانی می‌بایست در آخرین ماه سال رخ می‌داد و فردای شبی که اولین باریکهٔ هلال ماه نو رؤیت می‌شد (یا به نظر می‌رسید که رؤیت شده‌است) سال نو آغاز می‌گشت. اما چون رابطهٔ بین این دو پدیدهٔ سماوی—وقوع انقلاب و ظهور ماه نو—متغیر است آغاز سال نو تا حداکثر یک ماه جابجا می‌شد (جابجایی نسبت به گاه‌شماری گریگوری).
گاه‌شماری آتیکی هم به گردش ماه بستگی داشت و هم به گردش خورشید و از این رو یک گاه‌شماری شمسی-قمری به حساب می‌آید. دوازده ماه قمری روی هم رفته مشتمل بر ۳۵۴ روز بودند که این میزان حدوداً یازده روز از سال شمسی کوتاه‌تر است. در گاه‌شماری‌های صرفاً قمری، همچون گاه‌شماری هجری قمری، ماه‌ها در طول سال در جایگاه ثابتی قرار ندارند و مدام به‌تدریج جلو می‌افتند در نتیجهٔ رابطهٔ مشخص و از پیش تعیین‌شده‌ای بین ماه‌ها و فصل‌ها وجود ندارد. اما در یونان که تفاوت بین فصل‌ها کاملاً مشهود و محسوس بود، می‌بایست جلو این نقصان گرفته می‌شد. با گره زدن آغاز سال نو به انقلاب تابستانی، آتنیان توانستند تا حدی بین ماه‌ها و فصل‌ها رابطه برقرار سازند.
اما مشکل یازده روز کوتاه‌تر بودن مجموع ماه‌های قمری نسبت به سال شمسی کماکان برقرار بود. برای جبران این مابه‌التفاوت، تقریباً هر سه سال یک بار می‌بایست یک ماه به ماه‌های سال اضافه می‌گشت تا سال کبیسه‌ای با حدود ۳۸۴ روز به وجود آورد. بدین ترتیب هر سال معمولی به اندازهٔ دوازده گردش ماه به درازا می‌کشید و وقتی احساس می‌شد که ماه‌ها به اندازهٔ کافی عقب مانده‌اند، یک سال کبیسهٔ سیزده ماهه برای همگام‌سازی سال قمری با سال شمسی به جای سال عادی می‌نشست. ماه سیزدهم تکرار یکی از ماه‌های پیشین بود بدین معنی که در سال کبیسه از یک نام برای اطلاق به دو ماه مختلف استفاده می‌شد. معمولاً ماه ششم، یعنی پوسیدئون، تکرار می‌شد اما امکان تکرار ماه‌های اول یا دوم یا هفتم یا هشتم نیز وجود داشت.
چرخه‌های مختلفی برای محاسبهٔ آنکه دقیقاً کدام سال‌ها می‌بایست کبیسه باشند وجود داشته‌است. چرخهٔ نوزده‌ساله‌ای موسوم به چرخهٔ متونی که توسط اخترشناسانی به نام‌های متون و ائوکتمون در آتن طرح‌ریزی شده بود، می‌توانسته برای تعیین سال‌های کبیسه مورد استفاده قرار گرفته باشد. با این همه، هیچ مدرک موثقی دال بر استفاده از چنین چرخه‌هایی در گاه‌شماری آتن در دست نیست و به نظر می‌رسد که گاه‌شماری آتن از پیش برنامه‌ریزی شده نبوده‌است.

### وجه تسمیه ماه‌ها
عمده‌ترین کاربرد این گاه‌شماری، تعیین تاریخ برگزاری جشنواره‌های مذهبی بود. این جشنواره‌ها فعالیت‌ها و گستره‌ای وسیع‌تر را نسبت به آنچه از واژه «مذهبی» مستفاد می‌شود شامل می‌شدند و نقشی کلیدی و محوری در زندگی شهری ایفا می‌کردند.
ماه‌ها در گاه‌شماری آتیکی به افتخار نام خدایان و جشنواره‌ها نامگذاری شده‌اند و از این لحاظ با گاه‌شماری‌های بین‌النهرین—که متقدم بر تمامی گاه‌شماری‌های یونانی بودند—تفاوتی فاحش دارند. به عنوان مثال در گاه‌شماری سومری یا بابلی نام ماه‌ها مولود از عمده فعالیت زراعی که در آن ماه انجام می‌گرفت بود. بسیاری از جشنواره‌های آتن رابطهٔ نزدیکی با مراحل مختلف زراعت داشتند نظیر جشنواره‌های کشت و برداشت. این امر احتمالاً از جمله دلایل لزوم همگام نگه داشتن سال قمری با شمسی بوده‌است هرچند که این هدف کاملاً محقق نمی‌شد. با این همه، هدف و وظیفهٔ اصلی گاه‌شماری آتیکی، تعیین موسم فعالیت‌ها و مراحل مختلف زراعت نبود.

### روزهای هر ماه
از آنجا که کرهٔ ماه تقریباً هر ۲۹٫۵ روز یک بار به دور زمین می‌گردد، ماه‌های قمری در گاه‌شماری آتن ۲۹ یا ۳۰ روزه بودند و معمولاً به‌تناوب از پس یکدیگر می‌آمدند (به بیانی دیگر معمولاً پس از هر ماه ۲۹ روزه، یک ماه ۳۰ روزه قرار داشت و بالعکس). با وجود این، به جای تبعیت از طرحی ثابت و معلوم (مثلاً سپتامبر ۳۰ روز دارد، اکتبر ۲۹ روز، نوامبر ۳۰ روز و ...) مدت هر ماه تنها در انتهای آن و در پی یافتن اولین روز ماه قمری جدید از طریق رؤیت هلال ماه نو تعیین می‌شد. آتنیان ماه‌های ۲۹ روزه را «پوچ» می‌خواندند و ماه‌های ۳۰ روزه را «کامل».
هر ماه به سه دورهٔ ده روزه تقسیم می‌شد: ماه رو به بدر، ماه بدر، ماه رو به محاق. نامگذاری روزها نسبتاً پیچیده بود. روز اول ماه را «نومنیا» به معنی ماه نو می‌نامیدند؛ نامی که تقریباً در میان تمامی گاه‌شماری‌های یونانی عمومیت داشت. از روز دوم تا بیستم، نام هر روز متناظر با عدد همان روز بود. در ثلث انتهایی ماه، برای پایان یافتن ماه شمارش معکوس می‌شد. تنها در ثلث میانی بود که عدد متناظر با هر روز از ده بزرگتر بود و حتی این اعداد را به صورت «روز سوم پس از ده» و . . . می‌خواندند. در ثلث اول اعداد متناظر با هر روز از ۲ تا ۱۰ افزایش می‌یافت و در ثلث سوم از ۱۰ تا ۲ کاهش. روزهای این دو ثلث را با افزودن صفت «بدری» و «محاقی» از یکدیگر تمیز می‌دادند. در ثلث میانی هر عدد منحصراً متناظر با یک روز بود و نیازی به ابهام‌زدایی احساس نمی‌شد هرچند بعدها صفت «میانی» مورد استفاده قرار گرفت. روز پایانی هر ماه «هنه کای نئا» به معنی «قدیم و جدید» نامیده می‌شد. این نام که مختص آتنیان بود به روز واصل دو ماه اطلاق می‌گشت. این روز در هر جای دیگری از یونان به‌سادگی روز سی‌ام نام داشت.
آتنیان به جای آنکه هر ماه را به‌سادگی یک دورهٔ سی روزه در نظر بگیرند، با نامگذاری ثلث‌بندی‌شده سعی می‌کردند بر روی خود کرهٔ ماه تأکید کنند. به‌طور خاص روزهای رو به بدر ۲ تا ۱۰ و روزهای رو به محاق ۱۰ تا ۲ لحظهٔ حساس و مهم ناپدیدشدن ماه و پدیدارشدن مجدد آن را برجسته کرده بودند.
با این روش عجیب و غریب نامگذاری، «[روز] سوم تارگلیون محاقی» به معنای روز ۲۸ از ماه تارگلیون است.
| ماه رو به بدر | ماه بدر   | ماه رو به محاق |
| ------------- | --------- | -------------- |
| ماه نو        | ۱۱ام      | ۱۰ام بعدی      |
| ۲ام بدری      | ۱۲ام      | ۹ام محاقی      |
| ۳ام بدری      | ۱۳ام      | ۸ام محاقی      |
| ۴ام بدری      | ۱۴ام      | ۷ام محاقی      |
| ۵ام بدری      | ۱۵ام      | ۶ام محاقی      |
| ۶ام بدری      | ۱۶ام      | ۵ام محاقی      |
| ۷ام بدری      | ۱۷ام      | ۴ام محاقی      |
| ۸ام بدری      | ۱۸ام      | ۳ام محاقی      |
| ۹ام بدری      | ۱۹ام      | ۲ام محاقی      |
| ۱۰ام بدری     | ۱۰ام قبلی | قدیم و جدید    |